# Narraga partitaria
Narraga partitaria är en fjärilsart som beskrevs av Augustus Radcliffe Grote 1883. Narraga partitaria ingår i släktet Narraga och familjen mätare. Inga underarter finns listade i Catalogue of Life.